# 亀井雄大
亀井 雄大（かめい ゆうだい、1996年4月16日 - ）は、神奈川県出身のオートバイロードレース選手。

## 戦績

### 全日本ロードレース選手権
- 2012年 - J-GP3ランキング16位 18 GARAGE RT with SAKURAI ホンダ・NSF250R
- 2013年 - J-GP3ランキング12位 18 GARAGE RT with SAKURAI ホンダ・NSF250R
- 2015年 - JSB1000ランキング31位 Honda鈴鹿レーシングチーム ホンダ・CBR1000RR

### ロードレース世界選手権
- 2012年 - Moto3クラス第15戦参戦 27位 18 ガレージ・レーシングチーム ホンダ・NSF250R

### 鈴鹿8時間耐久ロードレース
| 年   | マシン            | チーム                   | パートナー            | 総合順位 |
| ---- | ----------------- | ------------------------ | --------------------- | -------- |
| 2015 | ホンダ・CBR1000RR | Honda Suzuka Racing Team | 日浦大治朗 / 安田毅史 | 8位      |
| 2016 | ホンダ・CBR1000RR | Honda Suzuka Racing Team | 日浦大治朗 / 安田毅史 | 47位     |